# Вандербильт, Джеймс
Джеймс Платтен Вандербильт (англ. James Platten Vanderbilt, род. 17 ноября 1975) — американский сценарист и режиссёр. Он наиболее известен по фильмам «Зодиак», «Штурм Белого дома», «Новый Человек-паук» и «Новый Человек-паук. Высокое напряжение».

## Ранняя жизнь и образование
Происходит из нью-йоркской семьи Вандербильт, сын Элисон Кэмпбелл (в девичестве Платен) и Альфреда Гвинна Вандербильта III. Его дед по отцовской линии Альфред Гвинн Вандербильт II был председателем Нью-йоркской ассоциации лошадиных скачек, дед по материнской линии Дональд Кэмпбелл Платен был исполнительным директором и председателем Chemical Bank.
Вандербильт вырос в Норуолке, Коннектикут, учился в школе в Нью-Ханаане, Коннектикут. Окончил Школу святого Павла и Университет Южной Калифорнии.

## Фильмография
| #  | Год  | Название                               | Ориг. название               | Роль                          | Режиссёр                               | Примечания             | Страна |
| -- | ---- | -------------------------------------- | ---------------------------- | ----------------------------- | -------------------------------------- | ---------------------- | ------ |
| 1  | 2003 | Темнота наступает                      | Darkness Falls               | сценарист                     | Джонатан Либесман                      |                        | США    |
| 2  | 2003 | База «Клейтон»                         | Basic                        | сценарист, продюсер           | Джон Мактирнан                         |                        | США    |
| 3  | 2003 | Сокровище Амазонки                     | The Rundown                  | сценарист                     | Питер Берг                             |                        | США    |
| 4  | 2007 | Зодиак                                 | Zodiac                       | сценарист, продюсер           | Дэвид Финчер                           |                        | США    |
| 5  | 2010 | Лузеры                                 | The Losers                   | сценарист                     | Сильвен Уайт                           |                        | США    |
| 6  | 2012 | Новый Человек-Паук                     | The Amazing Spider-Man       | сценарист, сюжет              | Марк Уэбб                              |                        | США    |
| 7  | 2013 | Штурм Белого дома                      | White House Down             | сценарист, продюсер           | Роланд Эммерих                         |                        | США    |
| 8  | 2014 | Новый Человек-паук. Высокое напряжение | The Amazing Spider-Man 2     | сюжет                         | Марк Уэбб                              |                        | США    |
| 9  | 2015 | Правда                                 | Truth                        | режиссёр, сценарист, продюсер | Джеймс Вандербильт                     | режиссёрский дебют     | США    |
| 10 | 2016 | День независимости: Возрождение        | Independence Day: Resurgence | сценарист                     | Роланд Эммерих                         | первоначальный вариант | США    |
| 11 | 2018 | Слендермен                             | Slender Man                  | продюсер                      | Силвейн Вайт                           |                        | США    |
| 12 | 2019 | Загадочное убийство                    | Murder Mystery               | сценарист, продюсер           | Кайл Ньюачек                           |                        |        |
| 13 | 2023 | Крик 6                                 | Scream VI                    | сценарист, продюсер           | Мэтт Беттинелли-Олпин, Тайлер Джиллетт |                        |        |

В 2024 году начал съемки исторической драмы Нюрнберг на основе книги Джека Эль-Хая «Нацист и психиатр».